# Casque de Meyrick
Le casque de Meyrick est un casque en bronze datant de la fin de l'Âge du fer, portant une décoration dans le style de La Tène. Il est exposé au British Museum de Londres. Il s'agit de l'un des quatre seuls casques de l'Âge du fer à avoir été découverts en Grande-Bretagne, les trois autres étant le casque du Waterloo Bridge, le plus célèbre, le casque de Canterbury et le casque du guerrier de North Bersted.
Contrairement au casque du Waterloo Bridge, qui possède deux ornements coniques en forme de cornes, le casque de Meyrick semble être basé sur un modèle romain. Vincent Megaw, professeur émérite d'archéologie à l'université de Leicester, a émis l'hypothèse que ce casque aurait pu appartenir à un auxiliaire britannique combattant au sein de l'armée romaine pendant les campagnes contre les Brigantes en 71 –  74 apr. J.-C..

## Historique
Comme il s'agit d'une découverte ancienne, la provenance du casque est inconnue, mais, pour des raisons stylistiques, il est généralement admis qu'il provient du nord de l'Angleterre, de la région de la Grande-Bretagne contrôlée par le peuple des Brigantes,.
Le casque est d'abord enregistré dans le cadre de la collection d'armes et d'armures accumulées par Sir Samuel Rush Meyrick (1783–1848) et doit donc avoir été découvert quelque temps avant 1848. Il est possible que le casque provienne du « Stanwick Hoard », un trésor d'environ 140 objets en bronze qui a été exhumé vers 1845 près de l'oppidum de Stanwick dans le Yorkshire du Nord. Cette place forte pourrait avoir été l'oppidum principal des Brigantes. Après la mort de Meyrick, le casque et d'autres éléments d'armure de l'Âge du fer, tels que le bouclier de Witham, ont été laissés à son cousin, le lieutenant-colonel Augustus Meyrick, qui en a disposé entre 1869 et 1872. Le casque a alors été acheté par Augustus Franks, un riche antiquaire indépendant qui travaillait pour le British Museum. Ce dernier a fait don du casque au British Museum en 1872.

## Description
Le casque est considéré comme une version celtique d'un casque auxiliaire romain, combinant une forme romaine inspirée du type Coolus avec une décoration à base de motifs laténiens.
D'une hauteur de 165 millimètres pour un poids actuel de 514 grammes, le casque de Meyrick affecte la forme d'une calotte conique avec un couvre-nuque large et saillant. Il est constitué d'une seule feuille de bronze battu et porte, sur le protège-nuque et sur les pièces latérales fragmentaires, un décor au repoussé dans le style de la Tène, similaire à celui trouvé sur le casque Waterloo. Sur le couvre-nuque se trouvent deux bossages plats en forme de dôme avec des rainures entrecroisées qui auraient à l'origine porté des éléments en émail de verre rouge. Le casque possède des trous de chaque côté pour la fixation d'une jugulaire ou de paragnathides, ainsi qu'un trou au sommet pour la fixation d'une crête ou d'un cimier. Sur la marge extérieure du casque, derrière l'oreille droite, sont incisés deux traits qui pourraient représenter le chiffre romain « II ».